# Municipio de Mainero
El municipio de Mainero es uno de los cuarenta y tres municipios en que se encuentra dividido el estado mexicano de Tamaulipas. Limita al norte y al noroeste con el municipio de Linares en Nuevo León, al este, noreste, sureste y sur con el municipio de Villagrán y al suroeste con los municipios de Iturbide y Aramberri en el estado de Nuevo León. Su cabecera municipal es Villa Mainero.

## Datos generales
La cabecera municipal es Villa Mainero. El municipio se localiza en la Sierra Madre Oriental, con una extensión de 523,74 km², que representa el 0,65 % del total de la entidad. Colinda al Norte y al oeste con el municipio de Linares, en el Estado de Nuevo León, al sur con el municipio de Aramberri, Nuevo León y al este con el municipio de Villagrán.
En el censo nacional del año 2000 registraba el municipio una población de 2830 habitantes.
Está integrado por 67 localidades, de las cuales las más importantes son: Villa Mainero (la cabecera municipal), Las Puentes, Guadalupe Mainero, Magueyes, Emiliano Zapata y José María Pino Suárez. La cabecera municipal está situada a una altitud de 450 metros sobre el nivel del mar.

## Origen del nombre
Desde su fundación en 1924, la población es conocida como Villa Mainero en honor al político tamaulipeco Guadalupe Mainero, gobernador de Tamaulipas de 1896 a 1901.

## Fundación
La población de Mainero  perteneció inicialmente a un señor de nombre Inocencio Mateo de la Parra, propiedad que le fue otorgada en la Ciudad de México por el fiscal de Real de Hacienda, Don Ramón de Posada ante el escribano Don Miguel de Ochoa, el 2 de marzo de 1785.
El señor De la Parra heredó esta propiedad a su hija, Margarita De la Parra; ésta a su vez otorgó poder legítimo a su esposo, el señor Manuel Gargollo, para que vendiera. Fue así como los señores Francisco González, Prudencio González, José María González, Antonio Doria, Juan de Alanís, Luis González y Francisco Benítez Herrera, ya establecidos en la localidad, compraron la propiedad.

## Hidrografía
Su principal corriente es el río Pilón, que atraviesa el territorio del municipio de oeste a este, y nace en la Sierra Madre Oriental. Otra de las corrientes es el río Purificación, dirigiéndose hacia el sureste. Al sur del territorio se encuentran algunos escurrimientos, mismas que dan lugar al surgimiento del río Santa Lucía.

## Orografía
Presenta dos características de relieve por ubicarse en la ladera barlovento de la Sierra Madre. El occidente del municipio es abrupto, localizándose sus asentamientos en el plano inclinado con dirección sureste, alcanzando elevaciones en la parte accidentada de 2000 metros sobre el nivel del mar. Dentro de sus elevaciones se localiza el Cerro Peña, del Convento y Barrones Colorado.

## Clima
El clima predominante del municipio es subhúmedo, semicálido y extremoso, con temperaturas que oscilan entre 2 °C y la máxima de 41 °C. La precipitación media es de 700 mm.
| Parámetros climáticos promedio de Mainero (349 m s. n. m.)                                                 | Parámetros climáticos promedio de Mainero (349 m s. n. m.) | Parámetros climáticos promedio de Mainero (349 m s. n. m.) | Parámetros climáticos promedio de Mainero (349 m s. n. m.) | Parámetros climáticos promedio de Mainero (349 m s. n. m.) | Parámetros climáticos promedio de Mainero (349 m s. n. m.) | Parámetros climáticos promedio de Mainero (349 m s. n. m.) | Parámetros climáticos promedio de Mainero (349 m s. n. m.) | Parámetros climáticos promedio de Mainero (349 m s. n. m.) | Parámetros climáticos promedio de Mainero (349 m s. n. m.) | Parámetros climáticos promedio de Mainero (349 m s. n. m.) | Parámetros climáticos promedio de Mainero (349 m s. n. m.) | Parámetros climáticos promedio de Mainero (349 m s. n. m.) | Parámetros climáticos promedio de Mainero (349 m s. n. m.) |
| Mes | Ene.                                                       | Feb.                                                       | Mar.                                                       | Abr.                                                       | May.                                                       | Jun.                                                       | Jul.                                                       | Ago.                                                       | Sep.                                                       | Oct.                                                       | Nov.                                                       | Dic.                                                       | Anual                                                      |
| --- | ---------------------------------------------------------- | ---------------------------------------------------------- | ---------------------------------------------------------- | ---------------------------------------------------------- | ---------------------------------------------------------- | ---------------------------------------------------------- | ---------------------------------------------------------- | ---------------------------------------------------------- | ---------------------------------------------------------- | ---------------------------------------------------------- | ---------------------------------------------------------- | ---------------------------------------------------------- | ---------------------------------------------------------- |
| Precipitación total (mm)                                                                                   | 7.3                                                        | 17.0                                                       | 18.1                                                       | 50.9                                                       | 85.3                                                       | 120.0                                                      | 46.1                                                       | 117.5                                                      | 190.0                                                      | 99.3                                                       | 28.3                                                       | 8.7                                                        | 788.5                                                      |
| Días de lluvias (≥ 1 mm)                                                                                   | 1.42                                                       | 1.73                                                       | 1.52                                                       | 2.94                                                       | 4.26                                                       | 4.44                                                       | 2.85                                                       | 4.6                                                        | 7.52                                                       | 3.85                                                       | 2.0                                                        | 1.15                                                       | 38.28                                                      |
| Días de nevadas (≥ 1 mm)                                                                                   | 0.05                                                       | 0                                                          | 0                                                          | 0                                                          | 0                                                          | 0                                                          | 0                                                          | 0                                                          | 0                                                          | 0.25                                                       | 0                                                          | 0                                                          | 0.3                                                        |
| Fuente: Colegio de Postgraduados: Normales climatológicas para el Estado de Tamaulipas 18 de junio de 2012 |                                                            |                                                            |                                                            |                                                            |                                                            |                                                            |                                                            |                                                            |                                                            |                                                            |                                                            |                                                            |                                                            |

## Servicios
Los principales servicios públicos son: agua potable, energía eléctrica, servicios de telefonía (Telmex, Telcel, Movistar entre otros) además de internet, seguridad pública, parques y jardines y abasto.

## Presidentes municipales
- (1969-1971): Daniel Morua Rivera
- (1972-1974): Cristóbal Morua Rivera
- (1975-1977): Felicitas González Cuéllar
- (1978-1980): Eliud Almaguer González
- (1981-1983): Lázaro Barrera Sánchez
- (1984-1986): Juan Muñiz González
- (1987-1989): Héctor González Doria
- (1990-1992): Héctor González Rodríguez
- (1993-1995): José Aldape Rodríguez
- (1996-1998): Juan José Ramos Gauna
- (1999-2001): Martin Irineo Tovar González
- (2002-2004): Vicente Escalona Puente
- (2005-2007): Jesús Tovar González
- (2008-2010): Luis Alejandro Cuéllar Aguilar
- (2010-2013): Martín Irineo Tovar González
- (2013-2016) Lazara Nelly González Aguilar
- (2014-2014 interino) Carlos Horacio Cepeda González
- (2016-2018): María Dolores Cuéllar Luna
- (2019-2021) Isabel Martínez González
- (2021-2024) Margarita Carranza Méndez

## Juez civiles
- Eduardo González Cepeda (1945-1947).